# Bundesautobahn 67
Bundesautobahn 67 (em português: Auto-estrada Federal 67) ou A 67, é uma auto-estrada na Alemanha.
A Bundesautobahn 67 tem 58 km de comprimento.

## Estados
Estados percorridos por esta auto-estrada:
- Hessen